# Gmina Harasiuki
Die Gmina Harasiuki ist eine Landgemeinde im Powiat Niżański der Woiwodschaft Karpatenvorland in Polen. Ihr Sitz ist das gleichnamige Dorf mit etwa 870 Einwohnern.

## Gliederung
Zur Landgemeinde (gmina wiejska) Harasiuki gehören folgende 22 Dörfer mit einem Schulzenamt.
Banachy
Derylaki
Gózd
Harasiuki
Hucisko
Huta Krzeszowska
Huta Nowa
Huta Podgórna
Huta Stara
Krzeszów Górny
Kusze
Łazory
Maziarnia
Nowa Wieś
Półsieraków
Rogóźnia
Ryczki
Sieraków
Szeliga
Wólka
Żuk Nowy
Żuk Stary
Weitere Orte der Gemeinde sind Kolonia Łazorska und Osada Leśna.